# Iserlohn Roosters
De Iserlohn Roosters zijn een professioneel ijshockeyteam gevestigd in Iserlohn, Duitsland. Het team speelt sinds 2000 in de Deutsche Eishockey Liga (DEL), het hoogste niveau in het professionele Duitse ijshockey. Het team speelt hun thuiswedstrijden in de Balver-Zinn Arena, ook wel bekend als Eissporthalle am Seilersee. Sinds hun toetreding tot de DEL haalde het team vier keer de play-offs.
De Roosters staan vooral bekend om hun trouwe supporters, en de sfeer tijdens thuiswedstrijden wordt algemeen beschouwd als een van de beste in Europa (ondanks dat het stadion slechts plaats biedt aan 4.967 toeschouwers).

## Historie
De geschiedenis van het ijshockey in Iserlohn begon in 1953 de naburige stad Hemer. Na het einde van de Koreaanse oorlog werden er Canadese soldaten gestationeerd in een wijk van Hemer genaamd Deilinghofen. Voor hun tijdverdrijf zochten ze naar een plek om ijshockey te spelen, en al snel begonnen ze met de bouw van een eigen stadion (in het begin zonder dak). De Duitse tieners in de wijk waren geïnteresseerd in de vreemde sport en wilden het ook spelen. Zij begonnen met ijshockey op straat of op bevroren vijvers, en vanaf 1957 mochten ze voor het eerst in het gebouwde stadion spelen. De Canadezen zagen dat de jeugd veel plezier had in het spelen van ijshockey en vonden enkele coaches om hen te trainen. Na een lange voorbereidingsperiode werd op 8 maart 1958 de eerste wedstrijd tegen een Canadees jeugdteam (dat gestationeerd was in het naburige Soest) gespeeld voor een publiek van 120 man. De jeugd van Deilinghofen speelde in de uitrusting van de Canadese soldaten, en verloor uiteindelijk de wedstrijd met 2-6. Na deze eerste wedstrijd werd er steeds meer getraind en werden er meerdere wedstrijden georganiseerd. Als gevolg hiervan werd in 1958 besloten om een dak op de ijshal te bouwen.

### EG Deilinghofen (1959-1979)
Op 28 februari 1959 werd EC Deilinghofen opgericht, en in dat jaar startte het team in een lokale juniorencompetitie (waar het de tweede plaats bereikte). Al snel werd duidelijk dat het ging om een getalenteerd team, want in het tweede seizoen van de opgerichte club werd er deelgenomen aan het Duitse kampioenschap en eindigde Deilinghofen als vijfde. In het seizoen 1960-61 werd het team eerste in de competitie van Noordrijn-Westfalen en waren ze het op een na beste team van het land. In de twee daaropvolgende seizoenen werd de club kampioen van Noord-Duitsland, en mochten ze de finalewedstrijden spelen tegen de kampioen van het Zuid-Duitsland. Door hun prestaties kwam het team vanaf 1965 uit in de Oberliga, het op een na hoogste ijshockeyniveau in Duitsland destijds. Onder leiding van de Canadese soldaten werd het team uit Hemer in de daaropvolgende jaren een vaste waarde in deze competitie.
In 1971 werden de Canadese soldaten naar huis gestuurd. De nieuwe Britse soldaten die aankwamen in Hemer waren niet geïnteresseerd in ijshockey, waardoor de club op zoek moest naar een nieuwe thuisbasis. Lokale politici uit het naburige Iserlohn wilden graag een ijshal bouwen in hun stad, en met instemming van de gemeenteraad van Iserlohn werd de Eissporthalle am Seilersee gebouwd waar EC Deilinghofen vanaf dan hun wedstrijden kon spelen.
Tussen 1971 en 1977 speelde EC Deilinghofen continu in de Oberliga (dat vanaf 1973 de 2. Bundesliga werd genoemd), totdat het in het seizoen 1976-77 in de play-offs als tweede eindigde achter ESV Kaufbeuren. Omdat Kaufbeuren afzag van een promotie naar de Bundesliga, kreeg EC Deilinghofen voor het eerst in haar geschiedenis de kans om op het hoogste Duitse ijshockeyniveau uit te komen. Na de promotie speelde de club tussen 1977 en 1980 in de Bundesliga.

### ECD Iserlohn (1979 - 1987)
Op 29 augustus 1979 werd beslist om de club officieel te vernoemen naar hun nieuwe thuisstad, en werd de naam veranderd naar ECD Iserlohn. In het daaropvolgende seizoen moest het team aan het einde van het seizoen deelnemen aan de play-offs om degradatie uit de Bundesliga, en degradeerde de club terug naar de 2. Bundesliga. In de drie jaren op het hoogste niveau was het team in grote financiële problemen gekomen, maar na amper twee jaar op het tweede niveau wist de club in 1982 opnieuw te promoveren naar de Bundesliga. De seizoenen na deze promotie waren de meest succesvolle seizoenen in de geschiedenis van de club. In 1986 bereikte Iserlohn, onder leiding van verschillende aangekochte topspelers, de halve finales van de play-offs, waar er uiteindelijk verloren werd van de latere kampioen Kölner EC.
Het werd na dat seizoen echter duidelijk dat Iserlohn financieel nog steeds in zwaar weer verkeerde. Op zoek naar extra middelen werd er door de toenmalige voorzitter Heinz Weifenbach een deal gesloten met Libië, waar leider Muammar al-Gaddafi instemde om de club financiële ondersteuning te bieden in ruil voor promotie van zijn Groene Boek in Duitsland. Na het akkoord van de club speelde Iserlohn op 4 december 1987 in de Bundesliga-wedstrijd tegen SB Rosenheim met een afbeelding van het Groene Boek op hun shirt, wat de club op veel kritiek kwam te staan. Toenmalig minister van Binnenlandse Zaken Friedrich Zimmermann sprak na de wedstrijd van "politiek misbruik van sport", en zelfs bekende Amerikaanse kranten als de New York Times berichtten over de shirtreclame. Na de wedstrijd met het omstreden shirt werd door de Deutsche Eishockey Bund (DEB) gedreigd om de licentie van de club in te trekken als het Groene Boek opnieuw gepromoot zou worden. Daarnaast zouden ook spelers door de bond geschorst worden en niet van club mogen veranderen.
Op 9 december van dat jaar werd door de club het faillissement aangekondigd, maar slechts 16 uur na deze bekendmaking werd gemeld dat de club een donatie van 100.000 Duitse mark had ontvangen en haar resterende wedstrijden van het seizoen kon uitspelen. Nadat DEB-voorzitter Hussmann had aangegeven "nog nooit zo'n chaos in een club te hebben meegemaakt", werd op 11 december 1987 besloten dat ECD Iserlohn geen wedstrijden meer kon en wilde spelen. Het team werd failliet verklaard en werd in het seizoen 1987-88 uitgesloten van deelname aan de Bundesliga en teruggezet naar de Oberliga (3e divisie).

### ECD Sauerland (1988 - 1994)
Na een seizoen geen wedstrijden te hebben gespeeld en teruggezet te worden naar de Oberliga, werd in 1988 ECD Sauerland opgericht als doorstart van ECD Iserlohn. Het nieuwe team werd dat seizoen eenvoudig winnaar van de competitie en won ook de play-off wedstrijd om promotie tegen Augsburg, waardoor ze terug promoveerden naar de 2. Bundesliga. Ondanks dat het team tussen 1989 en 1993 ook goed meedraaide in deze competitie - het team nam tweemaal deel aan de play-offs voor promotie - bleven financiële problemen boven de club hangen. Het dieptepunt was het seizoen 1991-92, waar ook sportief niets lukte voor Iserlohn en degradatie enkel kon worden voorkomen doordat een ander team zich teruggetrokken had uit de competitie.
Ondanks dat het seizoen 1992-93 sportief beter verliep, rommelde het binnen de nieuw opgerichte club. De nieuwe voorzitter Alfred Thiele trad af en met hem nam het hele bestuur ontslag. Bij de fans ontstond de angst dat de licentie voor het volgende seizoen niet zou worden verkregen en de club opnieuw failliet zou kunnen gaan. In 1993 werd met Karl-Friedrich Müller een nieuwe voorzitter gevonden, en verkreeg ECD Sauerland ondanks de aanhoudende financiële problemen een licentie van de DEB om in de 2. Bundesliga verder te spelen. In datzelfde jaar werd de voormalige clubbaas Heinz Weifenbach, die de deal met al-Gaddafi had gesloten in 1987, veroordeeld tot vier jaar gevangenisstraf wegens belastingontduiking.
ECD Sauerland kwam door haar nieuwe licentie in het seizoen 1993-94 opnieuw uit in de 2. Bundesliga en eindigde hier als vierde in de reguliere competitie. Niet lang na het einde van het seizoen, op 8 april 1994, bleken de nieuwe financiële reddingspogingen voor de club mislukt en moest er faillissement worden aangevraagd, waardoor de nieuw opgerichte club maar zes jaar bestaan heeft.

### Iserlohner EC (1994 - 2000)
Nadat er in 1994 eerst een mislukte poging was gedaan om een doorstart te maken onder de naam ECD Sauerland Iserlohn Penguins, werd op 20 april 1994 Iserlohner EC (IEC) opgericht. De nieuwe club moest vanwege het faillissement van de voorganger starten in de vierde divisie (2. Eishockey-Liga). In het eerste seizoen promoveerde de nieuwe club meteen, en in de twee daarop volgende jaren zorgden nieuwe spelers voor een frisse wind in Iserlohn. In 1997 kwam een nieuwe coach, de Amerikaan Greg Poss, naar de club en in zijn eerste seizoen werden de play-offs voor promotie naar de 2. Bundesliga gehaald. Ook de twee daaropvolgende seizoen behaalde Iserlohner EC de play-offs, maar wist telkens geen promotie af te dwingen. Door de terugtrekking van Starbulls Rosenheim kwam er in 2000 een licentie vrij voor de Deutsche Eishockey Liga (DEL). Deze licentie werd door de club uit Iserlohn overgenomen en daarmee keerde het team na 13 jaar terug op het hoogste Duitse ijshockeyniveau.

### Iserlohn Roosters GmbH (sinds 2000)
Iserlohner EC trad in 2000 toe tot de Deutsche Eishockey Liga en ging verder onder de naam Iserlohn Roosters. Met het laagste budget van alle teams was de club in de eerste seizoenen de underdog van de competitie, maar werd sinds hun terugkeer nooit laatste in de reguliere competitie.
Tussen 2003 en 2007 schommelde de club steeds in de onderste regionen van de DEL. Voor het seizoen 2007-08 werd Rick Adduono de nieuwe coach van de Roosters, en werden er enkele belangrijke nieuwe spelers gecontracteerd. Sinds het begin van de competitie stond het team op een playoff-positie en aan het einde van het seizoen werden de Roosters 5e in de reguliere competitie. Voor het eerst in de clubgeschiedenis mochten ze deelnemen aan de play-offs in de hoogste Duitse competitie. In de kwartfinales werd het team uiteindelijk uitgeschakeld door de Frankfurt Lions. Het seizoen erop slaagde het team er niet in om het succes van het jaar ervoor voort te zetten, en aan het einde van het seizoen verlieten veel sleutelspelers de club. Vanwege de wereldwijde financiële crisis hadden de Roosters weinig middelen om ervaren spelers te contracteren, en maakten ze bekend dat ze in plaats daarvan op zoek zouden gaan naar jonge, getalenteerde spelers.
Sindsdien hebben de Roosters zich ontwikkeld tot een stabiele middenmoter in de DEL. Tussen 2013 en 2016 en in 2021 werd door het team opnieuw de play-offs van de DEL bereikt, maar sinds de verplichte degradatie in 2022 strijdt het team in de laatste jaren om lijfsbehoud.

## Spelers

### Huidige selectie
Bijgewerkt tot 16 maart 2023
| No. | Nat                       | Speler             | Pos | S/G | Leeftijd | Geboorteplaats                      |
| --- | ------------------------- | ------------------ | --- | --- | -------- | ----------------------------------- |
| 95  | Vlag van Kazachstan       | Eugen Alanov       | LW  | L   | 27       | Ust-Kamenogorsk, Kazakhstan         |
| 81  | Vlag van Duitsland        | Torsten Ankert (C) | D   | R   | 34       | Essen, Duitsland                    |
| 93  | Vlag van Verenigde Staten | Casey Bailey (A)   | RW  | R   | 31       | Anchorage, Alaska, Verenigde Staten |
| 77  | Vlag van Duitsland        | Tim Bender         | D   | L   | 28       | Mannheim, Duitsland                 |
| 22  | Vlag van Duitsland        | John Broda         | F   | L   | 21       | Weißwasser, Duitsland               |
| 15  | Vlag van Duitsland        | Eric Buschmann     | D   | L   | 24       | Moers, Duitsland                    |
| 18  | Vlag van Canada           | Eric Cornel        | C   | R   | 27       | Kemptville, Ontario, Canada         |
| 55  | Vlag van Duitsland        | Nils Elten         | D   | L   | 19       | Iserlohn, Duitsland                 |
| 92  | Vlag van Duitsland        | Andreas Jenike     | G   | L   | 34       | Hamburg, Duitsland                  |
| 16  | Vlag van Canada           | Hubert Labrie      | D   | L   | 31       | Victoriaville, Quebec, Canada       |
| 6   | Vlag van Canada           | Ryan O'Connor (A)  | D   | R   | 31       | Hamilton, Ontario, Canada           |
| 71  | Vlag van Duitsland        | Yannick Proske     | F   | R   | 19       | Weißwasser, Duitsland               |
| 53  | Vlag van Rusland          | Maxim Rausch       | D   | L   | 20       | Miass, Rusland                      |
| 12  | Vlag van Polen            | Maciej Rutkowski   | C   | L   | 21       | Sosnowiec, Polen                    |
| 79  | Vlag van Duitsland        | Colin Ugbekile     | D   | L   | 23       | Solingen, Duitsland                 |
| 52  | Vlag van Duitsland        | Sven Ziegler       | RW  | R   | 28       | Neurenberg, Duitsland               |

### Geëerde oud-spelers
Vier shirtnummers worden niet langer meer gebruikt door de Iserlohn Roosters.
- #5 Jörg Schauhoff –  Speler, trainer en medeoprichter van de Iserlohn Roosters tussen 1961 en 1977.
- #21 Dieter Brüggemann –  Speler met meest wedstrijden en tweede all-time topscoorder van de Iserlohn Roosters.
- #25 Čestmír Fous –  Speler van de Iserlohn Roosters tussen 1980 en 1988 en van 1991 tot 1992.
- #78 Mike York –  Beste buitenlandse speler van de Iserlohn Roosters.